# 加藤和義
加藤 和義（かとう かずよし、1977年10月28日 - ）は、石川県出身の現調教師、元騎手（地方・金沢所属）。
自厩舎所属の騎手・加藤翔馬は息子。

## 経歴
1995年4月4日に金沢第7競走アラ系一般C2・ベルマーチング（9頭中6着）で初騎乗を果たし、5月15日の金沢第6競走サラ系一般B2・コンバットチャンスで初勝利を挙げる 。1年目の同年から30勝を挙げ大健闘し、金沢所属では初となる日本プロスポーツ大賞新人賞とNARグランプリ優秀新人賞（1996年）も受賞。2年目の1996年には高知の全日本新人王争覇戦に騎乗し、地元の赤岡修次、福永祐一・野元昭嘉（中央）、坂井英光（大井）、服部茂史（中津）、西村栄喜（荒尾）と腕を競ったが、12人中7位であった。アルフォンスで軽快な逃げを武器にアラブ大賞典、石川テレビ杯を連勝し、獲得賞金はアラ系No.1を記録したほか、12勝を挙げて1996年の最多勝利馬となった。3年目の1997年にはマカオ見習騎手招待競走に日本選抜選手として参加し、見習騎手ボウル3着・カップ5着と好成績を収める。
2002年にはサラブレッドヤングチャンピオンでケイティグリーンに騎乗し、人気のマジックワルツにアタマ差勝利。2003年には同馬で中央遠征し、人気薄の古馬グッドライラックで選抜特別曽々木賞を勝利。
2004年には上山から転入してきた佐藤茂調教師の下へ転厩し、乗り鞍が増加し431戦58勝でリーディング6位に大幅アップ。7番人気のエイシンクリバーンで白山大賞典を道中好位追走からタイムパラドックスの2着と好走し、10連勝中のホシオーに8馬身付けて地元馬で初めて先着したほか、ホシオーと共にレマーズガール・ハギノハイグレイド・ミツアキサイレンスに先着して2、3着を占める大健闘であった。交流戦になって初の地元馬2着を飾り、断然人気の北國王冠を道中3番手追走から先に抜け出して圧勝。
2006年には百万石賞でビッグドンを道中中団追走から4コーナー先頭で直線後続を突き放し、後方から追い込んだ2番人気テンリットルに3馬身差を付けて優勝。続く白山大賞典も2着に入り、北國王冠を先団の外目から2周目3コーナーで先頭に立つと、直線で後続を突き放し圧勝。名古屋グランプリでは最後の直線で見事な伸び脚を見せ、4着に入った。2007年には百万石賞を中団追走から4コーナーで外に持ち出し、先に抜け出した3番人気マヤノオスカーをハナ差捕らえ差し切って連覇。馬インフルエンザの影響で金沢所属馬限定の重賞となった白山大賞典では好位追走から2周目向正面で一気に先頭に立ち、徐々にリードを広げ、2番人気マヤノオスカーに5馬身差をつけて圧勝。続くイヌワシ賞も好位追走から4コーナー手前で先頭に替わると、直線で後続を引き離し、テンリットルに7馬身差をつけて圧勝。テンリットルでは2007年の中日杯で後方追走から徐々に進出し、直線で大外に持ち出すと豪快な伸びを見せ、約2年2ヶ月ぶりの重賞勝利に導いた。
2009年には父ダンスインザダーク、母ゴールデンジャックの良血ゴールデンミションで中日杯を制す 。
2013年5月21日に平成25年度第1回調教師免許試験に合格し、同年限りで現役を引退。5月26日の金沢第3競走サラ系C級4組4・ハクサンリヴァーが最後の勝利、同日の第10競走オートモービルミーティング特別・ゴールデンミション（10頭中6着）が最後の騎乗となった 。
引退後は6月1日付で調教師に転身し、同9日の金沢第2競走3A-3・ハクサンスカイ（11頭中3着）で初出走を果たすと、同日の第4競走C4-4・キングバンブーで初勝利を挙げる。当日は初勝利後、第5競走終了後にスタンド前ステージで挨拶を行った。同年にはサミットストーンが転厩し、金沢スプリントカップを3馬身差で制して重賞初制覇を飾ると、重賞連勝を狙った金沢競馬場移転40周年記念では先手を取り6馬身差で逃げ切る。イヌワシ賞も勝利して移籍5連勝を飾ると、白山大賞典は3番手で運んで地方馬最先着の5着、JBCスプリントは6着に終わったが、中日杯ではジャングルスマイルに8馬身差を付けて重賞4勝目を挙げた。
初出走と初勝利から丁度2年となった2015年6月9日に金沢第8競走新教育総合研究会22周年杯B1ー2・スリーパインで100勝、2021年4月18日の金沢第9競走楽天競馬でおトクにポイント貯まる賞・ハクサンベルで500勝を達成 。
2020年からはハクサンアマゾネスが活躍し、中日杯を一度も並び駆けられることもなく後続を4馬身引き離して逃げ切った。2021年には冬場の南関東移籍から戻って重賞を6勝し、中日杯連覇となり重賞11勝をマーク。
2023年からは長男の翔馬が22年ぶりの地元出身騎手としてデビューした。

## 通算成績
- 地方 - 7334戦742勝（重賞17勝） 勝率10.1%、連対率21.2%
- 中央 - 1戦0勝

### 主な騎乗馬
※斜体は地方交流競走。
- アルフォンス（1996年石川テレビ杯、アラブ大賞典）
- アローウーマン（1997年アラブ3歳優駿、1998年アラブ大賞典）
- ケイティグリーン（2003年サラブレッドヤングチャンピオン）
- エイシンクリバーン（2004年北國王冠、2005年スプリングカップ）
- テンリットル（2005年百万石賞、2007年中日杯）
- ビッグドン（2006年, 2007年百万石賞、2006年北國王冠、2008年イヌワシ賞）
- ゴールデンミション（2009年中日杯）

## 調教師通算成績

### 主な管理馬
- サミットストーン（2013年金沢スプリントカップ、金沢競馬場移転40周年記念、イヌワシ賞、中日杯）
- ハクサンフラワー（2018年金沢プリンセスカップ）
- スターキャデラック（2019年北日本新聞杯）
- ハクサンアマゾネス（2020年・2022年お松の方賞、2020年・2021年・2023年中日杯、2021年 - 2024年利家盃4連覇、百万石賞4連覇、2020年ノトキリシマ賞、石川ダービー、加賀友禅賞、2021年JBCイヤー記念、北國王冠、読売レディス杯、2023年・2024年兵庫サマークイーン賞2連覇、2023年金沢競馬移転50周年記念、金沢ファンセレクトカップ、2023年・2024年兵庫クイーンカップ2連覇）[41]
- スターフジサン（2022年サラブレッド大賞典）
- ビバロジータ（2025年石川優駿）
- リトルサムシング（2025年百万石かがやきナイター賞）